# Нюлэсмурт
Нюлэсму́рт (удм. Лесной человек), Нюлэскузё (удм. Хозяин леса) — леший в удмуртской мифологии.
Нюлэсмурт выделялся по своему значению среди всех других существ удмуртской мифологии. Иногда его называли Быдзым нюня «Великий дед, отец». Некоторые исследователи даже считали, что «первый и самый главный бог в плеяде языческих богов у глазовских вотяков — бог лесов и ветров… Ему приписывается и поддержка языческого культу вотяков. Словом, он пользуется громадным влиянием». Всё это объясняется огромной ролью леса в жизни удмурта традиционной культуры. Нюлэсмурт — хозяин леса, а так как лес практически составлял всё природное окружение удмуртов, то всем этим ведал Нюлэсмурт, он — хозяин зверей (в частности, он распоряжается, где какому медведю лежать в берлоге), к нему обращаются охотники за помощью и содействием в охоте, от Нюлэсмурта же зависело и благополучие скота (поскотиной служил огороженный участок леса), иногда он был даже как-то связан с умершими предками. Дорогой Нюлэсмурта называли завалы леса, где прошёл ураган, смерч, именно поэтому иногда Нюлэсмурта считали и божеством ветра. Между Нюлэсмуртами и Вумуртами происходили ожесточённые битвы; считалось, что они обычно случались в полдень, поэтому люди опасались купаться, входить в это время в реку, — подобные же представления бытовали и у коми.